# Lockheed XB-30
Le Lockheed XB-30 (désigné L-249 par le constructeur) est un projet de bombardier lourd américain développé à la fin des années 1930 ; il est basé sur le Constellation, dans sa version L-049 qui est désignée C-69 chez les militaires. C'est l'un des concurrents du B-29 Superfortress.